# Опытно-мелиоративная станция
Опытно-мелиоративная станция (ранее Опытное поле) — село в Кизлярском районе Дагестана. Входит в состав Красноармейского сельсовета.

## Географическое положение
Населённый пункт расположен на правом берегу реки Таловка, между городом Кизляр (на востоке) и селением Краснооктябрьское (на западе).

## История
Село было переименовано из «Опытное поле» в «Опытно-мелиоративная станция».

## Население
| 1970 | 1989 | 2002 | 2010 | 2021 |
| ---- | ---- | ---- | ---- | ---- |
| 103  | ↗132 | ↘110 | ↗129 | ↗332 |

Национальный состав
По данным Всероссийской переписи населения 2010 года:
| № | Национальность | Численность, чел. | Доля   |
| - | -------------- | ----------------- | ------ |
| 1 | аварцы         | 78                | 60,5 % |
| 2 | русские        | 20                | 15,5 % |
| 3 | лезгины        | 13                | 10,1 % |
| 4 | цахуры         | 13                | 10,1 % |
| 5 | другие         | 5                 | 3,8 %  |

По данным Всероссийской переписи населения 2010 года, в селе проживало 129 человек (62 мужчины и 67 женщин).